# Bengt Nilsson
Bengt Nilsson (Härnösand, 17 de febrero de 1934-Solna, 11 de mayo de 2018) fue un atleta sueco especializado en la prueba de salto de altura, en la que consiguió ser campeón europeo en 1954.

## Carrera deportiva
En el Campeonato Europeo de Atletismo de 1954 ganó la medalla de oro en el salto de altura, con un salto por encima de 2.02 metros que fue récord de los campeonatos, por delante de los atletas checoslovacos Jiří Lanský (plata con 1.98 metros) y Jaroslav Kovář (bronce con 1.96 metros).